# Michael Clarke Duncan
Michael Clarke Duncan (Chicago, 10 de desembre de 1957 − Los Angeles, 3 de setembre de 2012) va ser un actor estatunidenc. Va actuar a moltes pel·lícules entre les quals destaquen Sin City, Daredevil i Armageddon. Amb tot la seva actuació més notable es feu en The Green Mile, en el qual interpretava un condemnat a mort, i li valgué una nominació als Premis Globus d'Or i als Oscars el 2000.

## Biografia
Duncan va néixer a Chicago, a l'estat d'Illinois, i va créixer al costat de la seva mare soltera, Jean Duncan, i la seva germana Judy, després que el seu pare els abandonés. Sempre es va interessar per l'actuació, però va haver de deixar el curs de comunicació de l'Alcorn State University, per mantenir la seva família després que la seva mare emmalaltís. El seu físic (1.96 m i 142 kg) el va ajudar en els seus treballs excavant rases per a una companyia de gas i com a guarda de seguretat en diferents discoteques de Chicago.
Cap al final de la seva vida, Michael Clarke Duncan es va convertir un activista pels drets dels animals. L'any 2009, tres anys abans de la seva mort, es va fer vegetarià. Posteriorment, el mateix any en què va morir, va aparèixer en un video promocional de l'organització defensora dels drets dels animals, PETA, per promoure aquesta filosofia de vida.
Duncan va tenir feines de seguretat a Los Angeles mentre intentava fer d'actor en anuncis. Durant aquest temps, va treballar com a guardaespatlles per a celebritats com Will Smith, Martin Lawrence, Jamie Foxx, LL Cool J i Notorious BIG, mentre com a actor feia petits papers en televisió i pel·lícules. Després que Notorious BIG va ser assassinat, Duncan va decidir deixar els treballs de guardaespatlles.
Després de començar la seva carrera amb petits papers com a guardaespatlles en films com Bulworth i A Night at the Roxbury, la carrera de Duncan va ser impulsada quan va ser seleccionat per interpretar Bear en la pel·lícula d'acció Armageddon (1998) de Michael Bay. Durant la producció d'Armageddon, va fer amistat amb el seu company de repartiment Bruce Willis, que el va ajudar a obtenir el paper del presoner John Coffey en The Green Mile (1999) de Frank Darabont. Coprotagonitzant la cinta al costat de Tom Hanks, l'actuació de Duncan en The Green Mile li va valer una nominació a l'Oscar al millor actor secundari i una altra al Globus d'Or al millor actor secundari.
Després va formar part de pel·lícules que el van ajudar a estabilitzar-se i guanyar popularitat com a actor: Falses aparences, El planeta dels simis de Tim Burton, El Rei Escorpí, Daredevil i L'illa, dirigida per Michael Bay, i en la qual va conformar el repartiment al costat d'actors de renom com Ewan McGregor, Scarlett Johansson, Steve Buscemi i Sean Bean.
Duncan també va posar la seva veu a pel·lícules com a Germà ós i The Land Before Time XI: Invasion of the Tinysauruses, i als videojocs Forgotten Realms: Demon Stone, SOCOM II: O.S. Navy SEALs, The Suffering: Ties That Bind, Saints Row i Soldier of Fortune.
El 2005, va tenir un paper en la reeixida pel·lícula Sin City, fent el paper de Manute, un poderós gángster. Hi va treballar al costat de moltes estrelles com ara Mickey Rourke, Bruce Willis, Clive Owen o Rosario Dawson entre d'altres.
El 2006, va posar la seva veu a Numbuh 26 en la pel·lícula animada Operation: ZERO. I va repetir el seu rol com Kingpin en Spiderman: La Nova Sèrie Animada. També va posar la seva veu al tità Atles, personatge del videojoc God of War II. Va ser estrella convidada en CSI: New York al costat de Gary Sinise. També va fer una aparició especial al programa Two and a Half Men en la sisena temporada. La seva última aparició a la televisió va ser el 2012 a través de la sèrie d'acció amb tocs de comèdia The Finder, interpretant el paper de Leo Knox. La banda neerlandesa de punk rock porta el nom de John Coffey, en honor del personatge que va protagonitzar a La Milla Verda.
L'actor va morir el dilluns 3 de setembre de 2012 al matí, al Centre Mèdic Cedars-Sinaí, a Los Angeles, on rebia atenció mèdica, després de patir un atac al cor al juliol del mateix any, va dir la seva parella Omarosa Manigault, en un comunicat que va difondre el seu publicista Joy Fehili.

## Filmografia
| Any  | Pel·lícula                                                     | Paper                            |
| ---- | -------------------------------------------------------------- | -------------------------------- |
| 1995 | Friday                                                         | Deebo                            |
| 1997 | Back in Jail Suits                                             | Guàrdia descomunal               |
| 1998 | Caught Up In a Noose                                           | BB                               |
| 1998 | The Players Club                                               | Guardaespatlles                  |
| 1998 | Bulworth                                                       | Bouncer                          |
| 1998 | Armageddon                                                     | Bear                             |
| 1998 | A Night at the Roxbury                                         | Bouncer                          |
| 1999 | El desdejuni dels campions                                     | Eli                              |
| 1999 | Underground Comedy Movie                                       |                                  |
| 1999 | The Green Mile                                                 | John Coffey                      |
| 2000 | Falses aparences (The Whole Nine Yards)                        | Franklin 'Frankie Figs' Figueroa |
| 2001 | Espot                                                          | Murdoch                          |
| 2001 | Com gats i gossos                                              | Sam                              |
| 2001 | Planet of the Apes                                             | Attar                            |
| 2002 | El Rei Escorpí                                                 | Balthazar                        |
| 2003 | Daredevil                                                      | Wilson Fisk/ Kingpin             |
| 2003 | Germà ós (Brother Bear)                                        | Tug                              |
| 2004 | D.I.B.S.                                                       | Sr. Phipps                       |
| 2004 | George and the Dragon                                          | Tarik                            |
| 2004 | The Land Before Time XI                                        |                                  |
| 2004 | Pursued                                                        | Franklin                         |
| 2005 | American Crude                                                 | Spinks                           |
| 2005 | The Golden Blaze                                               | Thomas Tatum/Quake               |
| 2005 | Racing stripes                                                 | Clydesdale                       |
| 2005 | Sin City                                                       | Manute                           |
| 2005 | Dinotopia: Quest for the Ruby Sunstone                         | Stinktooth                       |
| 2005 | L'illa                                                         | Starkweather                     |
| 2006 | Air Buddies                                                    | The Wolf                         |
| 2006 | Passat de voltes (Talladega Nights: The Ballad of Ricky Bobby) | Lucius Washington                |
| 2006 | Brother Bear 2                                                 | Tug                              |
| 2006 | School for Scoundrels                                          | Lesher                           |
| 2007 | The Last Mimzy                                                 | Nathaniel Broadman               |
| 2007 | One Way                                                        | The General                      |
| 2007 | Delgo                                                          | Elder Marley                     |
| 2007 | Slipstream                                                     | Tug                              |
| 2008 | Welcome Home Roscoe Jenkins                                    | Otis                             |
| 2008 | Kung Fu Panda                                                  | Comandant Vachir (veu)           |
| 2008 | Delgo                                                          | Elder Marley                     |
| 2009 | Street Fighter: The Legend of Chun-Li                          | Balrog                           |
| 2009 | The Slammin' Salmon                                            | Cleon "Slammin" Salmon           |
| 2010 | The Story                                                      | The dealer                       |
| 2010 | Redemption Road                                                | Augy                             |
| 2011 | Cross                                                          | Erlik                            |
| 2011 | Llanterna Verda (Green Lantern)                                | Kilowog (veu)                    |
| 2012 | The Sibling                                                    | Addison                          |
| 2012 | From the Rough                                                 | Roger                            |

## Sèries de TV
| Any            | Sèrie                                            | Paper                       | Notes                                                   |
| -------------- | ------------------------------------------------ | --------------------------- | ------------------------------------------------------- |
| 1995           | Renegat                                          | Shake                       |                                                         |
| 1995           | The Fresh Prince of Bel-Air                      | Tiny                        |                                                         |
| 1995           | Casado ... Matrimoni amb fills                   | Bravucó                     |                                                         |
| 1996           | Skwids                                           | Bodi Builder                |                                                         |
| 1996           | La dona explosiva                                | Carnage Cardenal            |                                                         |
| 1997           | The Jamie Foxx Show                              | Pres                        |                                                         |
| 1997           | Sparks                                           | Franco                      |                                                         |
| 1997           | The Wayans Bros                                  | Big Mike                    |                                                         |
| 1997           | Living Single                                    | Guàrdia de seguretat        |                                                         |
| 1997           | Empreses que perduren                            | N / A                       |                                                         |
| 1998           | Arliss                                           | Lucian Balboa               |                                                         |
| 1999           | Sister, Sister                                   | Big Earl                    |                                                         |
| 2002           | El rei del pujol                                 | Entrenador Webb             |                                                         |
| 2003-2005      | Les aventures de Jimmy Neutron: nen geni         | Comandant Baker             |                                                         |
| 2003           | Spider-Man: La Nova Sèrie Animada                | El Kingpin / Wilson Fisk    |                                                         |
| 2003           | La Família Proud                                 | Mongo                       |                                                         |
| 2004           | Static Xoc                                       | 'The Rocket' Rashid Randall |                                                         |
| 2004           | Els padrins màgics                               | Rockwell                    |                                                         |
| 2004           | George Lopez                                     | Dr. Holland                 | Episodi: "George a la tercera potència"                 |
| 2005-2007      | Loonatics Unleashed                              | Massiu                      | 4 episodis                                              |
| 2005           | Teen Titans                                      | Hayden / Krall              | Només veu                                               |
| 2005           | CSI: NY                                          | Quinn Sullivan              | Episodi: "El Pitcher"                                   |
| 2006-2007-2012 | Family Guy                                       | Co-Worker/ Fozzie Bear      | 4 episodis                                              |
| 2006           | Minoriteam                                       | Balactus                    | Episodi: "Balactus: Part 1" i "Balaztus: Part 2"        |
| 2008-2009      | Two and a Half Men                               | Jerome                      | Episodi: "The Two Finger Rule" i "The Mooch at the Boo" |
| 2008           | The Suite Life of Zack & Cody                    | Entrenador Little           | Episodi: "Benchwarmers"                                 |
| 2008           | Chuck                                            | Poltre                      | Episodi: "Chuck Versus the First Don't"                 |
| 2011           | Bones                                            | Leo Knox                    | Episodi: "The Finder"                                   |
| 2012           | The Finder                                       | Leo Knox                    | 13 episodis                                             |
| 2012           | Les aventures d'alta fructosa de Annoying Orange | Marshmallow King            | Només veu                                               |
| 2012           | Ultimate Spider-Man                              | Groot                       | Única veu                                               |

## Premis i nominacions

### Nominacions
- 2000. Oscar al millor actor secundari per The Green Mile
- 2000. Globus d'Or al millor actor secundari per The Green Mile